# Служебные автомобили глав СССР и России
Персональный автомобиль Первого/Генерального секретаря ЦК КПСС, служебный автомобиль президента СССР, служебный автомобиль президента России — автомобиль, перевозящий первое лицо в государстве. В СССР каждый руководитель использовал свой персональный автомобиль. В Российской Федерации с 2018 года служебным автомобилем президента России является Aurus Senat.

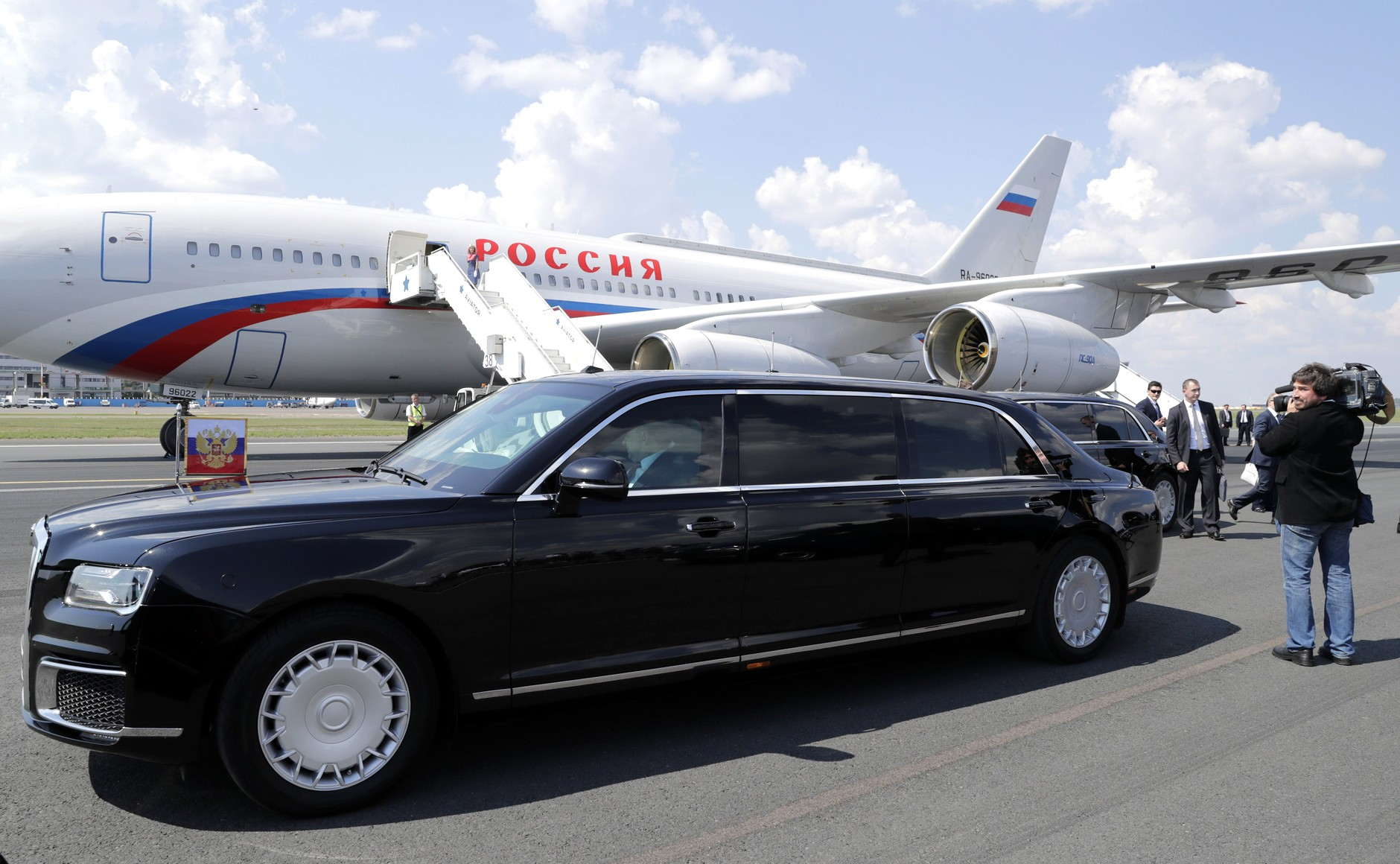
Aurus Senat Limouzine — действующий служебный автомобиль президента России

## История
В 1908 году император Николай II закупил у Франции автомобили марки Delaunay-Belleville. Обслуживал царский автопарк Собственный Его Императорского Величества гараж (СЕИВГ), подведомственный Министерству императорского двора.
После Февральской революции автомобилями марки Delaunay-Belleville пользовался Александр Керенский, а после Октябрьской революции — Владимир Ленин.
С 1921 года и по нынешнее время служебным автопарком первых лиц государства ведает Гараж особого назначения (ГОН), сейчас структурно являющийся подразделением Федеральной службы охраны Российской Федерации.
В 1930-х годах на заводе имени Сталина стали выпускаться автомобили ЗИС. Они являлись персональными автомобилями руководителей СССР Иосифа Сталина и Никиты Хрущёва. В 1956 году Завод имени Сталина (ЗИС) был переименован в Завод имени Лихачёва (ЗИЛ). Этот завод поштучно выпускал автомобили для Политбюро. Среди них автомобили ЗИЛ-114, ЗИЛ-115, ЗИЛ-4105, ЗИЛ-41047, их тираж составлял 5-20 машин в год.
С 1988 года президент СССР Михаил Горбачёв в качестве служебного автомобиля использовал ЗИЛ-41052. В 1994 году президент России Борис Ельцин пересел из отечественного ЗИЛа в Mercedes-Benz W140. Его использовали президенты России до 2010 года. Дмитрий Медведев использовал Mercedes-Benz W220, а Владимир Путин Mercedes-Benz W221.
В 2013 году центром НАМИ началась разработка новых представительских автомобилей «Aurus», которые были представлены на инаугурации Владимира Путина. С 2018 года Aurus Senat является служебным автомобилем президента России. Также в проекте «Кортеж» был разработан минивэн охраны Aurus Arsenal и внедорожник Aurus Komendant.
Большинство персональных и служебных автомобилей представлено в Музее Гаража особого назначения в Москве.

## Текущий служебный автомобиль президента РФ
С момента инаугурации Владимира Путина 7 мая 2018 года автомобиль Aurus-41231 «Сенат» используется на постоянной основе в качестве основного служебного автомобиля президента. Он представляет собой разработку ФГУП «НАМИ». Его длина составляет 6620 мм, ширина — 2000 мм, высота — 1695 мм. При весе бронированного автомобиля в размере 6500 кг дорожный просвет составляет 200 мм. В автомобиле установлен V-образный 8-цилиндровый двигатель объёмом 4,4 л и мощностью 598 л. с. (439,83 кВт) с автоматической 9-ступенчатой коробкой передач Кate R932 российского производства и полным приводом.

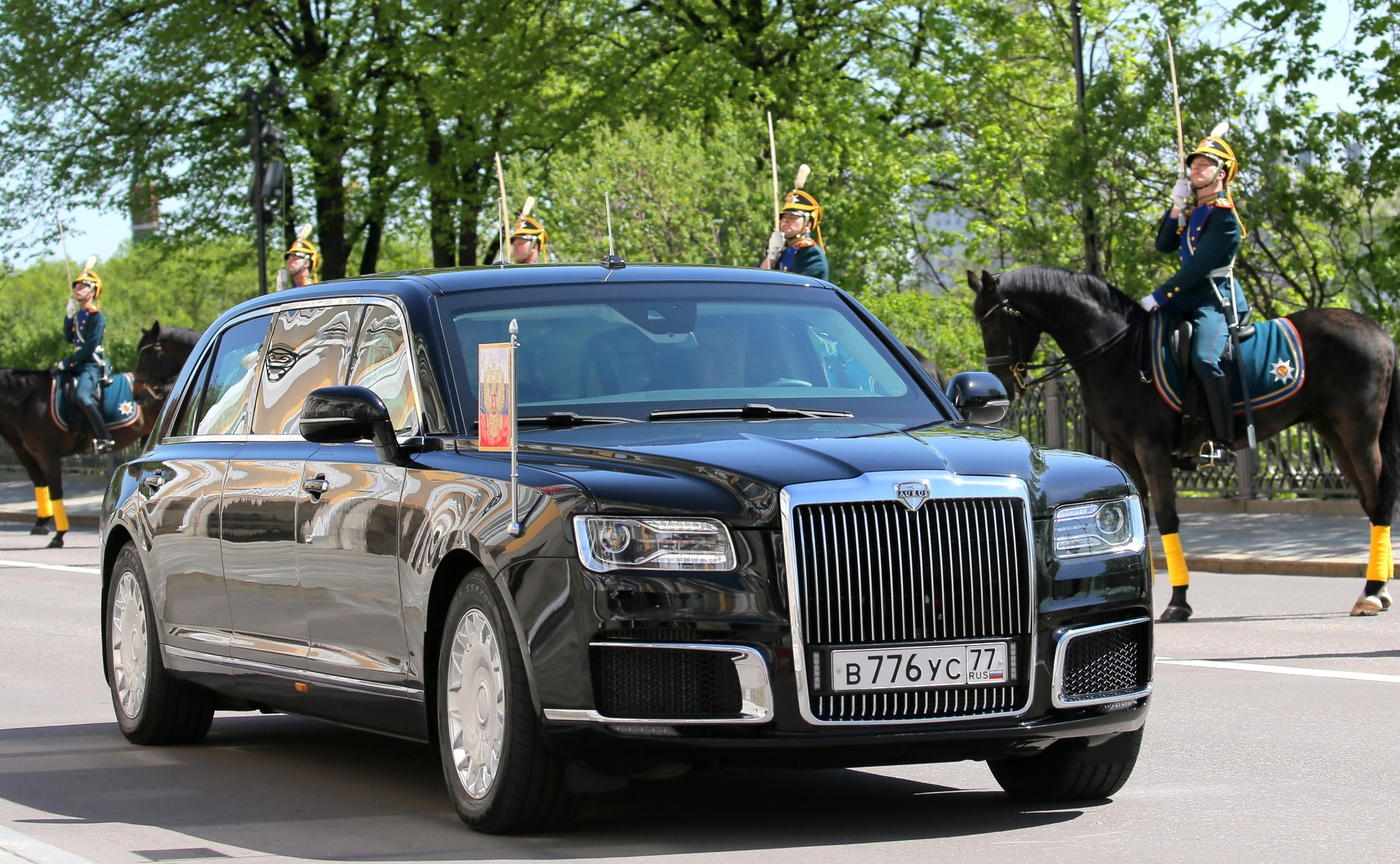
Лимузин президента России Aurus-41231 «Сенат» на инаугурации 2018 года. Является основным служебным автомобилем президента России с 7 мая 2018 года.

Стёкла и кузов президентского лимузина бронированы и выдерживают выстрел автомата Калашникова. На передних крыльях автомобиля размещены отверстия для использования президентского штандарта. В случае, если автомобиль едет без президента, штандарт не используется. По краям номерной рамки спереди автомобиля используются световые спецсигналы синего цвета в виде стробоскопов.
Регистрационный знак президентского автомобиля В776УС77, впервые показанного широкой публике на инаугурации президента в 2018 году, является ранее утилизированным и повторно выпущенным и относится к московскому региону регистрации. До упразднения в 2007 году на президентском лимузине использовались привилегированные государственные регистрационные знаки специальной серии федеральных автомобильных номеров, на которых вместо цифр кода региона был изображён трёхцветный российский флаг. Также известны случаи, когда президентский лимузин эксплуатировался без установленного спереди автомобиля номерного знака.

## Президентский кортеж

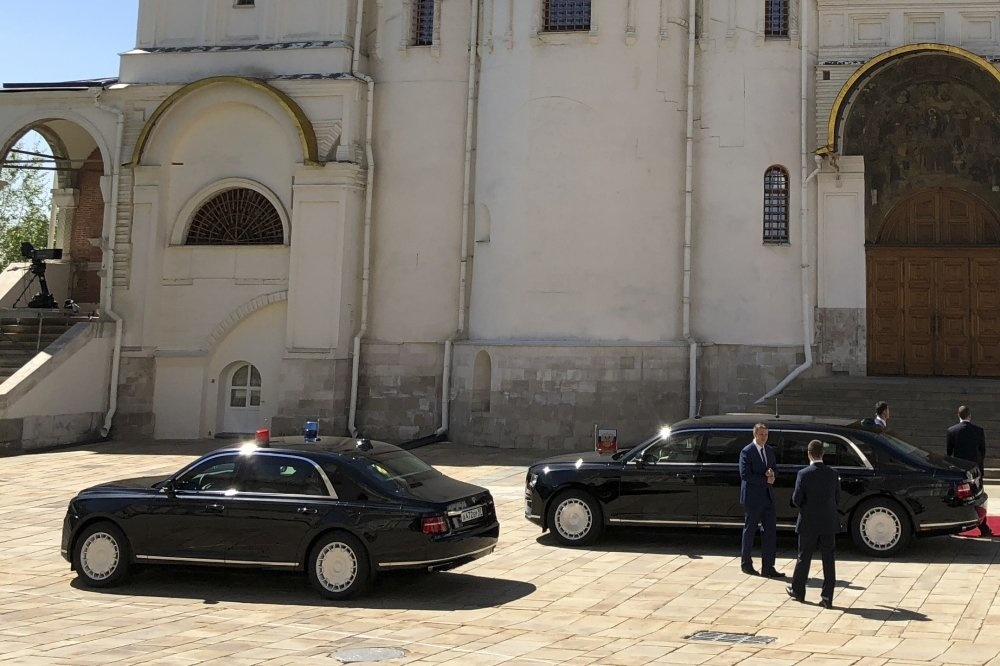
Специальный автомобиль охраны Aurus-4123 (слева) сопровождает лимузин президента Aurus-41231.

В целях безопасности главы государства вместе с президентским автомобилем всегда следуют машины сопровождения и охраны. В качестве основных автомобилей охраны используются Mercedes-Benz G-класса. С мая 2018 года для сопровождения президентского лимузина используются в том числе автомобили российского производства из проекта «Кортеж» по созданию автомобилей представительского класса для поездок президента России.
Во время отдельных празднично-церемониальных мероприятий и государственных визитов в другие страны в составе президентского кортежа используется также почётный мотоциклетный эскорт, состоящий из мотоциклов марок BMW и «Урал».

## Список автомобилей
| Фото | Название                 | Годы      | Пользователь                                        |
| ---- | ------------------------ | --------- | --------------------------------------------------- |
|      | Delaunay-Belleville 70CV | 1908-1917 | Николай II                                          |
|      | Turcat-Méry              | 1917      | Александр Керенский, Владимир Ленин                 |
|      | Rolls-Royce Silver Ghost |           | Владимир Ленин                                      |
|      | ЗИС-101                  | 1936-1941 | Иосиф Сталин                                        |
|      | Packard Twelve           | 1936-1941 | Иосиф Сталин                                        |
|      | ЗИС-115                  | 1949-1953 | Иосиф Сталин                                        |
|      | ЗИС-110                  | 1953-1958 | Никита Хрущёв                                       |
|      | ЗИС-110Б                 | 1958-1962 | Никита Хрущёв                                       |
|      | ЗИЛ-111Г                 | 1962-1967 | Никита Хрущёв, Леонид Брежнев                       |
|      | ЗИЛ-114                  | 1967-1978 | Леонид Брежнев                                      |
|      | ЗИЛ-4104                 | 1978-1983 | Леонид Брежнев, Юрий Андропов                       |
|      | ЗИЛ-41045                | 1983-1986 | Юрий Андропов, Константин Черненко, Михаил Горбачёв |
|      | ЗИЛ-41047                | 1985-1988 | Михаил Горбачёв                                     |
|      | ЗИЛ-41052                | 1988-1994 | Михаил Горбачёв, Борис Ельцин                       |
|      | Mercedes-Benz S600 W140  | 1994-2010 | Борис Ельцин, Владимир Путин, Дмитрий Медведев      |
|      | Mercedes-Benz S600 W220  | 2010-2012 | Дмитрий Медведев                                    |
|      | Mercedes-Benz S600 W221  | 2010-2018 | Владимир Путин                                      |
|      | Aurus Senat Limousine    | с 2018    | Владимир Путин                                      |